# Piet van der Wolk

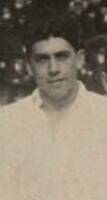
Piet van der Wolk (1919)

Piet van der Wolk (* 18. März 1892 in Rotterdam; † 23. November 1952) war ein niederländischer Fußballspieler. Er war Stürmer bei Sparta Rotterdam und wurde sechsmal in der Nationalmannschaft eingesetzt.
Bei Sparta war der junge van der Wolk einer der „vier Musketiere“, die Garanten für die Erfolge kurz nach der Jahrhundertwende waren. Der Rechtsaußen galt als sehr guter Flanken- und Vorlagengeber. Mit van der Wolk, Bok de Korver, Huug de Groot und Cas Ruffelse wurden die Rotterdamer von 1909 bis 1915 fünfmal Meister und gewannen fünf bedeutende Pokalwettbewerbe. Insgesamt spielte van der Wolk 13 Jahre in der ersten Sparta-Mannschaft.
Noch vor seinem 18. Geburtstag wurde er erstmals in die Nationalmannschaft berufen, die von Edgar Chadwick – in diesen Jahren auch Übungsleiter der Spartaner – trainiert wurde. Er ist damit noch 2009 der sechstjüngste Debütant der Oranje Elftal. Der Einsatz im Antwerpener Kielstadion gegen Belgien am 13. März 1910 blieb jedoch für drei Jahre der einzige. Erst am 24. März 1913 kehrte er in das NVB-Team zurück – zu einem bedeutenden Match: zum ersten Mal im siebten Aufeinandertreffen konnten die Niederländer die englische Amateurnationalmannschaft besiegen. Die Tore zum 2:1 in Den Haag erzielte jedoch van der Wolks Rotterdamer Mannschaftskamerad de Groot. Auch in seinen nächsten beiden Spielen im Jahr 1913 blieb er ohne Treffer. Eine durch den Weltkrieg bedingte sechsjährige Zwangspause folgte, ehe van der Wolk 1919 noch zweimal in Oranje auflief.
Auch nach der aktiven Laufbahn blieb van der Wolk seinem Heimatverein Sparta in verschiedenen Funktionärspositionen treu.